# 彼得·麥唐納
彼得·麥唐納（英語：Peter MacDonald，1957年6月28日—），生於加拿大英屬哥倫比亞維多利亞，著名程式員，他創造了第一個linux發行版，Softlanding Linux System。他也協助發展了Wine軟體。

## 生平
畢業於維多利亞大學，主修電腦科學。1989年取得學士學位，1996年取得碩士學位。
在1990年代前半，彼得·麥唐納開始投入Linux核心開發。